# Bahnhof Etten-Leur
Der Bahnhof Etten-Leur ist ein Durchgangsbahnhof der niederländischen Bahngesellschaft NS im Norden der niederländischen Stadt Etten-Leur.

## Geschichte
Der Bahnhof wurde am 11. Dezember 1854 mit dem Abschnitt von Roosendaal bis Etten-Leur der Bahnstrecke Roosendaal–Breda eröffnet. Am 25. September 1940 wurde der Bahnhof geschlossen und erst zum 30. Mai 1965 wiedereröffnet. Am Bahnhof verkehrt nur eine Linie, diese fuhr früher von Vlissingen bis nach Zwolle. Im Jahr 2006 wurde der Fahrtweg von Zwolle bis Arnhem und von Vlissingen bis Roosendaal verkürzt. Seit Ende 2008 verkehrt die Linie jedoch wieder bis Zwolle.

## Streckenverbindungen
Folgende Linien halten im Jahresfahrplan 2022 am Bahnhof Etten-Leur:
| Zugtyp    | Linienverlauf | Frequenz      |
| --------- | --- | ------------- |
| Intercity | Roosendaal – Etten-Leur – Breda – Tilburg – ’s-Hertogenbosch – Nijmegen – Arnhem Centraal – Zutphen – Deventer – Zwolle | halbstündlich |